# Леса Финляндии
Леса Финляндии занимают около 76 % территории страны (0,5 % мировых запасов древесины), что делает Финляндию самой богатой лесными ресурсами страной Европы. По данным всемирной книги фактов ЦРУ по состоянию на 2018 год леса покрывают 72,9 % территории Финляндии, самый высокий процент среди всех развитых стран мира. Единственные другие развитые страны с таким высоким процентом лесного покрова — Швеция (68,7 %), Япония (68,5 %) и Южная Корея (63,9 %).

## Основные лесообразующие породы
Всего в Финляндии произрастает около тридцати пород деревьев, наиболее распространены из которых сосна (45 %), ель (37 %) и берёза (15 %).

## Собственность леса
Собственность на леса в Финляндии более чем на половину — 62,8 % — является частной, 32,2 % лесов принадлежит государству и управляется Главным лесным управлением Финляндии, 5,0 % принадлежат прочим владельцам.